# Rembt Tobias Hugo Pieter Liebrecht Alexander van Boneval Faure

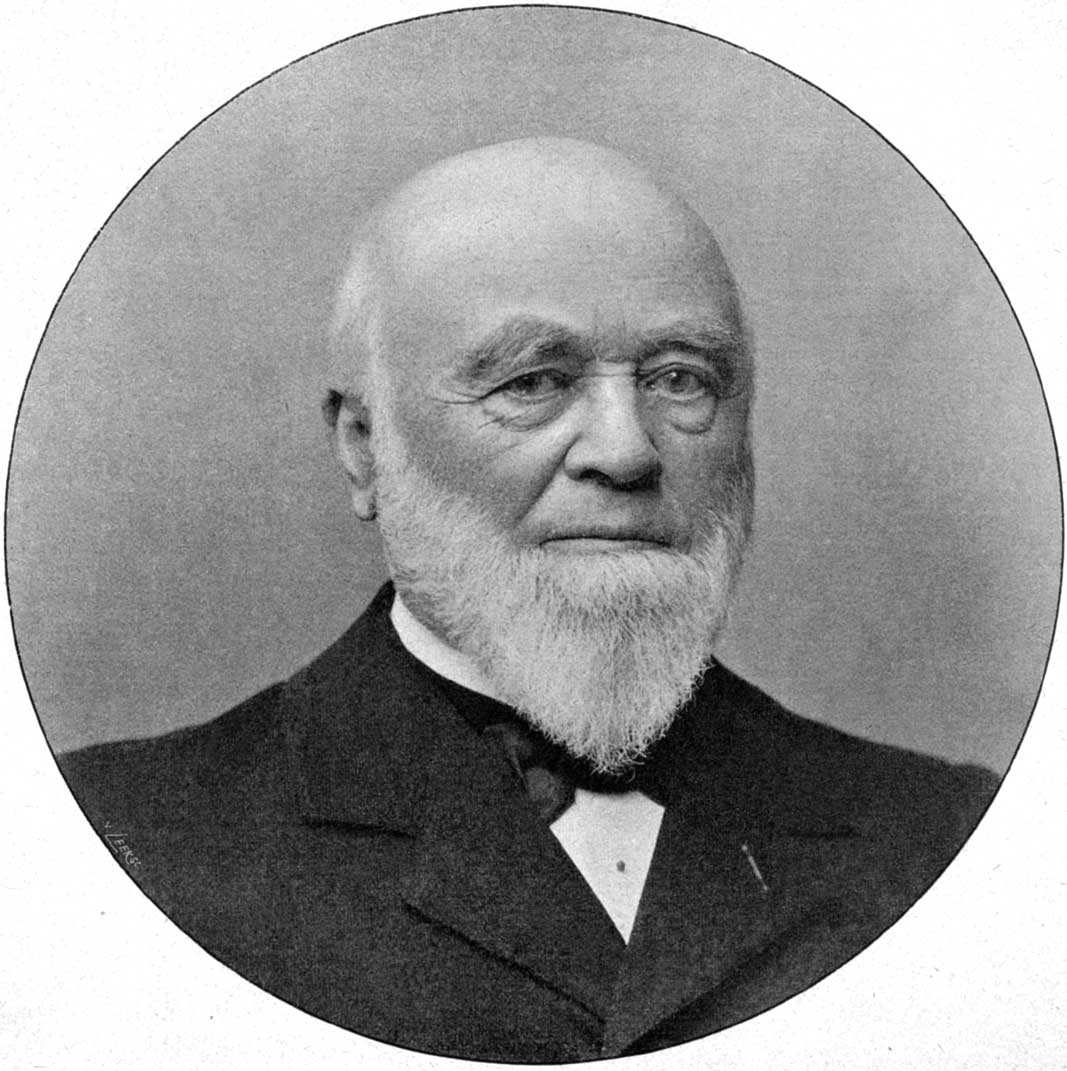
Rembt Tobias Hugo Pieter Liebrecht Alexander van Boneval Faure

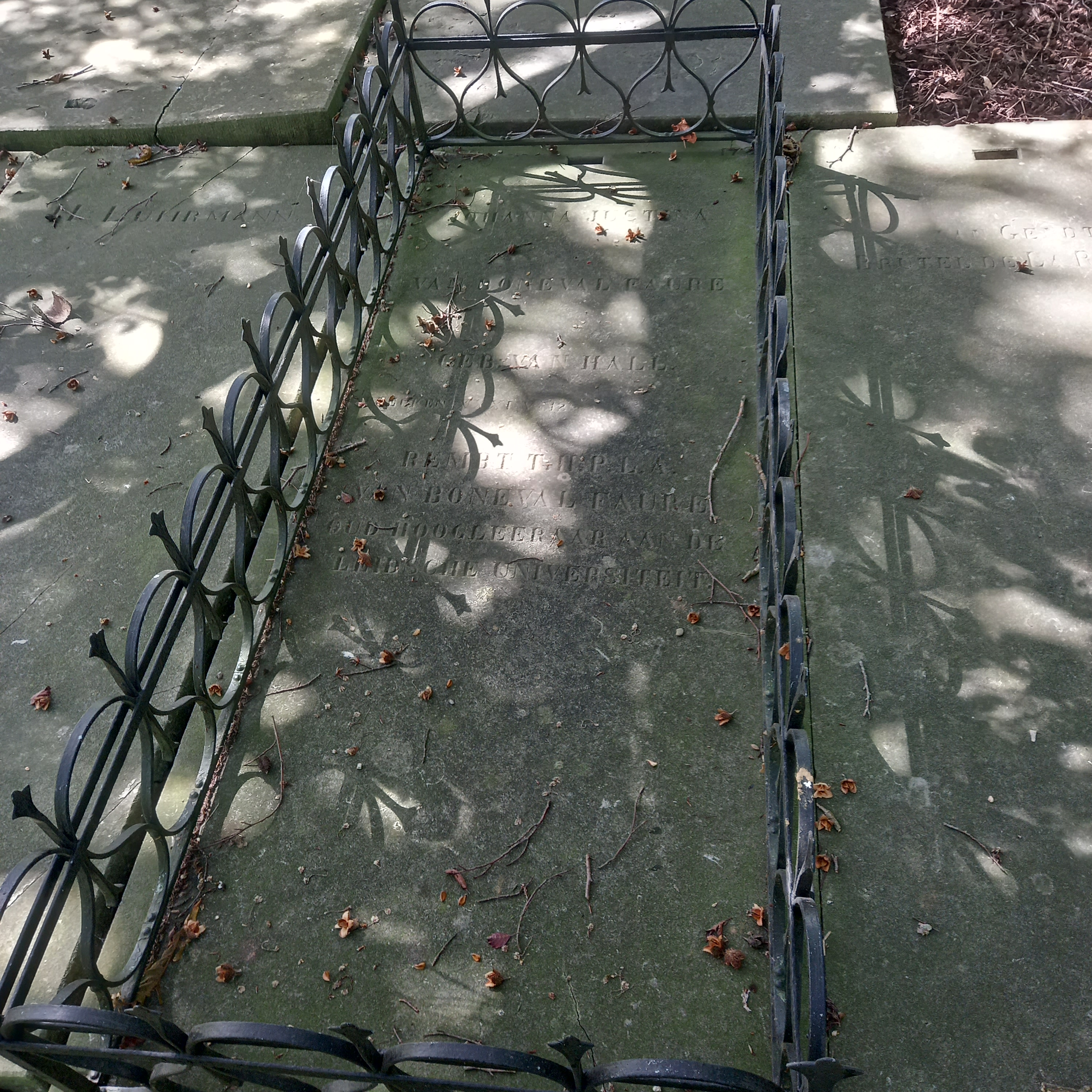
Das Grab von Rembt Tobias Hugo Pieter Liebrecht Alexander van Boneval Faure und seiner Ehefrau Johanna Justina van Hall auf dem Friedhof Groenesteeg in Leiden

Rembt Tobias Hugo Pieter Liebrecht Alexander van Boneval Faure (* 25. Januar 1826 in Groningen; † 19. August 1909 in Putten) wer ein niederländischer Rechtswissenschaftler und Politiker.

## Leben
Faure war der Sohn des Finanzberaters Willem Jan van Boneval Faure (* 6. April 1796 in Termunten; † 3. Dezember 1870 in Groningen) und dessen Frau Wilhelmina Jacoba Elisabeth Wichers (* 5. April 1804 in Amsterdam; † 11. Juni 1854 in Groningen). Nach dem Besuch des Gymnasiums seiner Geburtsstadt, immatrikulierte er sich am 24. Februar 1841 an der Reichsuniversität Groningen. Am 15. April 1848 promovierte er mit der Abhandlung Specimen inaugurale continens Observationum ad tit. VII libri IV Codicis Civilis Capita IV zum Doktor der Rechte. Danach arbeitete er als Advokat in Groningen, wurde 1850 Adjunkt des Ausschusses des Finanzministeriums, 1852 Ausschussmitglied und am 28. Februar 1853 Referendar im Ministerium für Finanzen.
Am 31. Dezember 1855 wurde er per königlichen Beschluss zum außerordentlichen Professor der Rechte, mit dem Lehrauftrag für Zivilrecht, Handelsrecht und Zivilprozessordnung berufen. Diese Aufgabe trat er am 17. April 1856 mit der Rede De vero codicum legum civilium pretio an. Am 29. September 1857 ernannte man ihn zum ordentlichen Professor. Am 31. Dezember 1858 berief man ihn an der Universität Leiden zum Professor der Rechte, mit dem Lehrauftrag für Zivilrecht, Handelsrecht und Zivilprozessordnung an die Universität Leiden. Diese Aufgabe übernahm er am 4. Juni 1859 mit der Antrittsrede De usu regulae Celsi scire leges etc. in interpretandis legum imprimis civilium codicibus. In jener Eigenschaft beteiligte er sich auch an den organisatorischen Aufgaben der Hochschule und war 1865/66 Rektor der Alma Mater. Diese Aufgabe legte er mit der Rede de iis quae academiae Lugduno-Bat. anno 1865–66 acciderunt nieder. Er war 1867 bis 1870 Mitglied der staatlichen Kommission für die Überprüfung der Rechtsvorschriften für die Übertragung von Eigentum, deren Hypotheken und Notare.
Von 1880 bis 1886 Mitglied der staatlichen Kommission zur Revision des Zivilgesetzbuches der Niederlande. Am 2. Mai 1868 wurde er Mitglied der Königlich Niederländischen Akademie der Wissenschaften und auch Ritter des Ordens vom niederländischen Löwen. 1892 bat er um seine Entbindung  seiner Professur, daraufhin wurde er per königlichen Beschluss am 20. Juli 1892 emeritiert und trat am 20. September 1892 in den Ruhestand. Vom 5. Juli 1894 bis 23. Juli 1894 war er Mitglied der ersten Kammer der Generalstaaten. Auch war er ab 1894 Vorsitzender für die Beschwerdekammer der Vermögens- und Personensteuern, Redakteur der Zeitschrift Neue Beiträge für Rechtswissenschaft und Gesetzgebung (niederländisch: Nieuwe Bijdragen voor Rechtsgeleerdheid en Wetgeving) und 1898 Vorsitzender der Johan Rudolf Thorbecke Stiftung. 1904 trat er als Gegner des Hochschulgesetzes von Abraham Kuyper auf.
Faure verheiratet sich am 26. April 1854 in Groningen mit Johanna Justina van Hall (* 29. April 1827 in Groningen; † 18. März 1889 in Leiden), Tochter des Groninger Professors Herman Christiaan van Hall (1801–1874).

## Werke (Auswahl)
- Oratio de usu regulae Celsi: scire leges non hoc est verba earum tenere sed vim ac potestatem in interpretandis legum imprimis civilium codicibus. 1859
- Oratio de iis quae academiae Lugduno-Bat. anno 1865–66 acciderunt. Leiden 1866 (Online)
- Het burgerlijk wetboek. Leiden 1872
- Het summier proces in verband met de voorgestelde wijzigingen in het Wetboek van burg. rechtsvord. Haarlem 1877
- Recht en moraal. 1877
- Burgerlijk recht en zedelijkheid. 1883
- Levensschets van Mr. B. D. H. Tellegen. 1885
- Het nederlandsche burgerlijk procesrecht. Leiden, 1893–1899; 2. Aufl. Leiden 1896–1901, 5. Bde.
- Johan Theodoor Buys met zijne leerlingen herdacht, toespraak. Leiden 1893,
- Adviezen over burgerlijke rechtsvord. voorgedragen in de vergadering van de Eerste Kamer der St. Gen. in 1896, met voorr. en aant. Leiden 1896
- Bedenkingen tegen den omvang van de mogelijkheid van ontzetting uit het ouderlijk gezag. 1898
- Rede over de Hooger Onderwijswet, uitgesproken in de op 12 Juli 1904 gehouden vergadering van de 1e Kamer der St. Gen. Amsterdam 1904